# Rhaphidorrhynchium angustissimum
Rhaphidorrhynchium angustissimum är en bladmossart som beskrevs av Brotherus 1925. Rhaphidorrhynchium angustissimum ingår i släktet Rhaphidorrhynchium och familjen Sematophyllaceae. Inga underarter finns listade i Catalogue of Life.